# San (lettera)
San (maiuscolo Ϻ, minuscolo ϻ) è una lettera arcaica dell'alfabeto greco, che appariva tra il pi ed il qoppa nell'ordine alfabetico. Aveva un valore fonetico di /s/, ma in seguito cadde in disuso a favore del sigma. L'ultima attestazione del suo utilizzo risale al VI secolo a.C. Veniva usata inoltre nel dialetto cipriota per trascrivere la consonante /t͡s/, rimpiazzando una precedente consonante labiovelare prima di una vocale anteriore, mentre gli altri dialetti la rimpiazzavano con Tau.